# Tangaye
Tangaye è un dipartimento del Burkina Faso classificato come comune, situato nella Provincia di Yatenga, facente parte della Regione del Nord.
Il dipartimento si compone del capoluogo e di altri 34 villaggi: Bemh, Bonsomnore, Boundoukamba, Douma, Gan-Yiri-Yarce, Goko, Gossere, Goutoula, Guessoum, Kebakoro, Keleguerima, Kolkom, Kouba, Leh, Loubre, Mera, Nabaziniguima, Namsiguia, Nimpouya, Nongfaire, Ouoh-Bilo, Ouoh-Kinga, Pella-Tibitiguia, Rassandogo, Risci-Peulh, Somlawa, Tongmene, Tougue-Mossi, Tougue-Peulh, Tougue-Yarce, Touya, Yalka, Yaoua e Zougouna.